# NGC 6965
NGC 6965 (другие обозначения — IC 5058, PGC 65376, MCG 0-53-4, ZWG 374.16) — линзообразная галактика (S0) в созвездии Водолей.
Этот объект входит в число перечисленных в оригинальной редакции «Нового общего каталога».